# Montaut (Ariège)
Montaut település Franciaországban, Ariège megyében. Lakosainak száma 694 fő (2022. január 1.). Montaut Bonnac, Le Carlaret, Gaudiès, Mazères, Pamiers, Saverdun, Trémoulet, Le Vernet és Villeneuve-du-Paréage községekkel határos.

## Népesség
A település népességének változása:
| Lakosok száma | 646  | 538  | 554  | 668  | 701  | 710  | 715  | 696  | 695  | 694  |
|               | 1968 | 1982 | 1990 | 2006 | 2013 | 2015 | 2017 | 2019 | 2020 | 2022 |